# Хорик
Хорик (Корик?) — в греческой мифологии аркадский царь, отец сыновей Плексиппа и Энета и дочери Палестры. Братья изобрели искусство борьбы и состязались на праздничных играх, устраиваемых отцом. Палестра рассказала об этом своему возлюбленному Гермесу, который научил этому искусству других людей. Когда отец узнал, что Палестра выдала тайну, он разгневался на сыновей, которые не преследуют Гермеса за его «воровство».
Когда братья нашли Гермеса спящим на горе, они отсекли ему руки (поэтому гору назвали Килленой, от κυλλός, «увечный»). Когда Гермес пожаловался Зевсу, тот снял кожу с Хорика и превратил в кожаный мешок (лат. folliculus); а именем Палестры было названо место для состязаний. Об изобретении Гермесом занятий в палестре говорится у Гигина.
Предполагается, что миф — шутливое объяснение происхождения формы герм (рассказ встречается только у Сервия), а имя Хорик, возможно, следует читать как Корик (κώρυκος) — название мешка с песком, использовавшегося атлетами).